# Шамши-Адад V
Шамши-Адад V — царь Ассирии приблизительно в 824—811 годах до н. э.

## Биография

### Ранние годы
Шамши-Адад V — младший сын Салманасара III. Ещё при жизни отца был назначен им своим преемником, что вызвало недовольство старшего сына Ашшур-дани-наплу, вылившееся в восстание 827 — 822 годов до н. э. Только с помощью вавилонского царя Мардук-закир-шуми I, которому Шамши-Адад вернул территории, отнятые у того Салманасаром III, и признал верховную власть вавилонского царя, Шамши-Ададу удалось в 822 году до н. э. подавить этот мятеж. Судя по «канону эпонимов» реорганизовал чиновничий аппарат.

### Правление

#### Урартская угроза
За время гражданской войны в Ассирии (827—822 годы до н. э.) урартский царь Ишпуини (ассир. Ушпина) вышел на побережье Урмийского озера и включил Гильзан в состав Урарту. Он, по-видимому, так же нанёс тяжёлое поражение царю Манны, так как в качестве гегемона приурмийских царств и племён в 20-х годах IX века до н. э. выступил уже не маннейский царь, а Шарцина, сын Мектиары царь Внутренней Замуа.

#### Походы в Наири
Три года подряд Шамши-Адад V снаряжал походы против Наири.
Во время первого похода (822 год до н. э.) он получил дань в виде упряжных лошадей. Второй поход был более серьёзен. В 821 году до н. э. ассирийское войско под руководством полководца Мутаррис-Ашшура выступило в поход против Сигриса. Главными противниками ассирийцев во время этого похода были Шарцина и урартский царь Ишпуини. Ассирийцы захватили 300 поселений Шарцины, 11 укреплённых городов и 200 поселений Ишпуини.
По-видимому, Шамши-Ададу V удалось сломить сопротивление урартского царя Ишпуини, хотя последний и отрицал успехи ассирийцев. Надпись Шамши-Адада сообщает, что Мутаррис-Ашшур дошёл до «моря захода Солнца» (вероятно, до Каспийского моря, которое ассирийцам, очевидно, представлялось одним с Чёрным и Средиземным морями, в отличие от «моря восхода Солнца» — Персидского залива). При возвращении на родину ассирийцы перебили воинов сунбийцев (племя на западных границах с Манной) и приняли дань от всех царей Наири упряжными лошадями.

#### Походы в район Мидии и Манны
В 820 году до н. э. Шамши-Адад V предпринял крупный поход против мидян. Переправившись через Малый Заб и через гору Цилар и вторгся в Наири. Царь Хубушкии Дади, царь Шарцина, страны Сунба, Манна, Парсуа, Таурула принесли дань упряжными лошадьми. Население страны Месси побросало свои поселения и бежали в горы, Шамши-Адад последовал за ними и разгромил их. 500 поселений мессийцев были разрушены. Решив, что их положение в приурмийском районе достаточно прочно, ассирийцы вступили в горы Гизильбунды.
После взятия первой горной крепости Кинаки в этом округе, два гизильбундских вождя — Титамашки из Сазиашу и Киара из Карсибуту — прислали умилостивительную дань в виде упряжных лошадей. Третий — Пиришати, которому ассирийская надпись приписывает титул «царь гизильбундцев», решил оказать сопротивление. Все жители Гизильбунды сошлись в его крепости Ураш, однако архаическая крепость не могла устоять против осадной техники ассирийцев. Ураш и окрестные мелкие крепости были взяты, причём, по ассирийским данным, 6 тысяч воинов пало в битве, а 1200 воинов вместе с самим Пиришати были захвачены в плен. Ещё один гизильбундский вождь Энгур выразил покорность Шамши-Ададу V и в его крепости Сибаре ассирийский царь воздвиг стелу со своей надписью и изображением.
Затем Шамши-Адад V двинул свои войска в Мидию, которая находилась под единым руководством военного вождя всего племенного союза Ханасирука. Резиденцией последнего была крепость Сагбиту. Ханасирук со своими людьми при приближении ассирийцев попытался укрыться в горах Эльбурса, но Шамши-Адад вынудил мидян к сражению и одержал победу. 2300 мидян было убито, а 140 всадников попало в плен. Ассирийцы разорили 1200 мидийских поселений, в том числе и крепость Сагбиту. На обратном пути, когда ассирийцы перевалили через горы между Казвином и Хамаданом, им преградил дорогу Мунсуарта, правитель Аразиаша, округа лежавшего, по-видимому, неподалёку от Хамадана. Ассирийцы разбили войско Мунсуарты; 1070 человек было убито и большое количество людей попало в плен. В качестве добычи в руки ассирийцев попали большие стада скота. 28 правителей различных округов Мидии и Парсуа принесли дань.

#### Война с Вавилонией
В 819 году до н. э. Шамши-Адад V начал боевые действия против Вавилонии и вновь подчинил её своей власти. Остался договор Шамши-Адада с вавилонским царём Мардук-закир-шуми I, текст которого сохранился крайне фрагментарно.
В течение трёх лет Шамши-Адад вёл войны с восставшей провинцией Кадмухе. Список эпонимов упоминает под 818, 817 и 816 годах до н. э. походы ассирийской армии на город Тилле (тоже что и Тилули), столицу Кадмухе.
В дальнейшем Шамши-Адад V успешно воевал с новым вавилонским царём Мардук-балашу-икби, пытавшимся с помощью эламитов и халдеев свергнуть верховную власть ассирийского царя. Список эпонимов упоминает походы: 815 год до н. э. — против Зарату, 814 год до н. э. — против Дера, во время которого произошла битва при Дур-Папсуккале, 813 год до н. э. — против Ахсаны, 812 год до н. э. — против Халдеи, 811 год до н. э. — против Вавилона. Эти походы показали военное превосходство Ассирии. Была установлена выгодная для ассирийцев линия границы. Шамши-Адад обложил данью царей халдейских государств Вавилонии, а также подчинил себе племена кочевавшие по нижнему течению Тигра.
Несмотря на эти победы, Шамши-Адад V даже не пытался двинуться на запад от Евфрата. Сирия, таким образом, была потеряна для Шамши-Адада.
Шамши-Адад V правил 13 лет.